# باصقر (شبام)
'

تعديل مصدري - تعديل

باصقر هي إحدى قرى عزلة شبام بمديرية شبام التابعة لمحافظة حضرموت، بلغ تعداد سكانها 213 نسمة حسب تعداد اليمن لعام 2004.